# رودولف بسشارد
رودولف بسشارد (انگلیسی: Rudolf Bosshard؛ 1890 – unknown) قایقران روئینگ اهل سوئیس بود.
وی در مسابقات کشوری و بین‌المللی در مجموع برندهٔ ۷ مدال طلا، ۱ مدال نقره، ۱ مدال برنز شده‌است.